# Vitki
Vitki (del nórdico antiguo: sabio o aquel que sabe, pl. vitkar) era un hechicero y mago en las sociedades paganas nórdicas. Podían ser hombres y mujeres, expertos en la tradición de la magia rúnica, el saber de las runas y capacidad sanadora como curanderos. Fue una figura chamánica durante la Escandinavia medieval precristiana, a veces comparados con profetas y oráculos. Los vitkar podían llevar tatuado en el pecho hugrúnar, las runas para la memoria y locuacidad. Actualmente existe la figura de vitki en el neopaganismo germánico.

## Sagas nórdicas
Las sagas nórdicas son testimonios de diversos métodos de hechizos rúnicos para buena fortuna y prácticas en técnicas adivinatorias que precisaban de la intervención de vitkar y völvas:
- Bjargrúnar (runas para el nacimiento).
- Líknstafir y Audhstafir (marcas para la salud).
- Málrúnar (runas de la elocuencia).
- Sigrúnar (runas de la victoria), que se usaban grabadas sobre las prendas, artefactos o armas. Presuntamente ofrecían ventaja en situaciones de riesgo y en el campo de batalla.[4]
- Gamanrúnar (runas de la alegría o del placer).
- Ölrúnar (runas relacionadas con el concepto rúnico Alu).[5]

Había otros hechizos menos positivos más relacionados con la nigromancia y que se usaban para alterar la vida de terceros como Myrkirstafir (marcas oscuras), Bölstafir (marcas malvadas) y Flaerstafir (marcas del infortunio). En inglés antiguo aparece el término Beadurun (runa de conflicto) que se usaba de forma clandestina para desear mala fortuna. Muchas de estas runas y conjuros se mencionan en Sigrdrífumál, aunque no existen otras evidencias medievales que respalden la existencia de tales runas mágicas.